# Monastyriszcze (Kraj Nadmorski)
Monastyriszcze (ros. Монастырище) – wieś (sieło) w Rosji, w Kraju Nadmorskim, w rejonie czernigowskim. W 2010 liczyła 5299 mieszkańców.